# New Worlds
New Worlds est un magazine de science-fiction et de fantasy britannique créé sous la forme d'un fanzine intitulé Novae Terrae en 1936. Il adopte son titre définitif en 1939 avec l'arrivée du rédacteur en chef John Carnell. Il commence à être publié professionnellement en 1946 et devient rapidement le titre-phare du genre au Royaume-Uni. Sous l'impulsion de Michael Moorcock, qui succède à Carnell en 1964, New Worlds commence à publier des textes avant-gardistes d'écrivains comme Brian Aldiss, J. G. Ballard ou Thomas M. Disch, jouant un rôle décisif dans l'émergence de la « nouvelle vague » (New Wave) de la science-fiction britannique.
Des problèmes financiers entraînent la disparition du magazine en 1971, après 201 numéros. Cependant, New Worlds a connu plusieurs incarnations ultérieures, sous la forme de magazines ou de recueils de nouvelles.

## Histoire éditoriale

### Les premières années (1946-1947)
En 1926 Hugo Gernsback lance Amazing Stories, le premier magazine de science-fiction. D'autres titres ne tardent pas à lui emboîter le pas, parmi lesquels Astounding Stories ou Wonder Stories. Ces magazines américains sont également distribués sur le sol britannique, où des associations de fans commencent à voir le jour. En 1936, Maurice K. Hanson, un fan originaire de Nuneaton en Angleterre, créée un fanzine nommé Novae Terrae (« nouveaux mondes » en latin) pour la branche locale de la Science Fiction League. Après son déménagement à Londres, le fanzine devient l'organe officiel de la Science Fiction Association fondée en 1937.
Après l'arrivée d'Arthur C. Clarke, John Carnell et William F. Temple, Hanson laisse le poste de rédacteur en chef à Carnell en 1939. Celui-ci rebaptise le fanzine New Worlds et réinitialise la numérotation : le premier numéro du premier volume est daté de mars 1939. L'objectif de Carnell est d'en faire un magazine professionnel. Il entre pour cela en contact avec la maison d'édition The Worlds Says Ltd. par l'entremise de l'écrivain W. J. Passingham. En janvier 1940, The World Says Ltd. demande trois numéros du magazine à Carnell. Carnell et Passingham avancent 50 livres chacun pour couvrir les frais,. Pour le contenu, il fait appel à plusieurs écrivains britanniques, parmi lesquels John F. Burke, C. S. Youd et David McIlwain et obtient les droits de Lost Legion de Robert A. Heinlein, mais des querelles intestines entraînent la disparition de The World Says Ltd. au mois de mars 1940. Son président, Alfred Greig, retourne dans son Canada d'origine sans jamais rembourser Carnell et Passingham et aucun des trois numéros prévus ne voit le jour.
Carnell s'engage dans l'armée en 1940 : il sert dans la Royal Artillery, les Combined Operations et le Naval Bombardment. Il retourne à la vie civile en janvier 1946 et ne tarde pas à faire la connaissance de l'écrivain Frank Edward Arnold qui travaille avec Pendulum Publications sur une nouvelle gamme de science-fiction. Arnold lui présente le président de Pendulum, Stephen D. Frances. Celui-ci est convaincu du potentiel commercial du genre et accepte de faire de New Worlds un magazine professionnel, puisque Carnell possède toujours les histoires qu'il avait réunies en 1940,. Le premier numéro du magazine paraît en juillet 1946, au prix de 10 pence. Des 15 000 exemplaires du premier tirage, seulement 3 000 sont vendus. Carnell estime que ces ventes décevantes sont en partie dues à l'illustration de couverture, médiocre à ses yeux. Il conçoit une nouvelle maquette en s'inspirant des couvertures de magazines américains et l'envoie à l'illustrateur Victor Caesari. Cette scène spatiale devient la couverture du deuxième numéro, qui sort en octobre 1946. Les ventes sont bien meilleures, que ce soit dû à la couverture ou à la promotion beaucoup plus soutenue de la part de Pendulum, et le premier tirage est entièrement écoulé. Les invendus du premier numéro sont ressortis avec le design de couverture du second au prix de 7,5 pence, et ils sont à leur tour tous écoulés.
Un troisième numéro sort en octobre 1947 avant que Pendulum Publications ne fasse faillite. Privé d'éditeur, le magazine est sauvé par un groupe de fans qui se réunit régulièrement tous les jeudis soirs dans un pub londonien, le White Horse, non loin de Fleet Street,. L'une de ces réunions voit naître l'idée de créer une entreprise susceptible de ressusciter New Worlds, et Frank Cooper, fraîchement débarqué de la Royal Air Force, accepte de s'en charger.

### Nova Publications (1949-1964)
|                                                                         | Printemps | Printemps | Printemps | Été | Été | Été  | Automne | Automne | Automne | Hiver | Hiver | Hiver |
|                                                                         | Jan       | Fév       | Mar       | Avr | Mai | Jun  | Jul     | Aoû     | Sep     | Oct   | Nov   | Déc   |
| ----------------------------------------------------------------------- | --------- | --------- | --------- | --- | --- | ---- | ------- | ------- | ------- | ----- | ----- | ----- |
| 1946                                                                    |           |           |           |     |     |      | 1/1     |         |         | 1/2   |       |       |
| 1947                                                                    |           |           |           |     |     |      |         |         |         | 1/3   |       |       |
| 1948                                                                    |           |           |           |     |     |      |         |         |         |       |       |       |
| 1949                                                                    |           |           |           | 2/4 |     |      |         |         | 2/5     |       |       |       |
| 1950                                                                    |           |           | 2/6       |     |     | 3/7  |         |         |         |       |       | 3/8   |
| 1951                                                                    |           |           | 3/9       |     |     | 3/10 |         |         | 4/11    |       |       | 12    |
| 1952                                                                    | 13        |           | 14        |     | 15  |      | 16      |         | 17      |       | 18    |       |
| 1953                                                                    | 19        |           | 20        |     |     | 21   |         |         |         |       |       |       |
| 1954                                                                    |           |           |           | 22  | 23  | 24   | 25      | 26      | 27      | 28    | 29    | 30    |
| 1955                                                                    | 31        | 32        | 33        | 34  | 35  | 36   | 37      | 38      | 39      | 40    | 41    | 42    |
| 1956                                                                    | 43        | 44        | 45        | 46  | 47  | 48   | 49      | 50      | 51      | 52    | 53    | 54    |
| Numéros de New Worlds jusqu'en 1956. Tous sont édités par John Carnell. |           |           |           |     |     |      |         |         |         |       |       |       |

En mai 1948, Carnell peut annoncer à une convention de science-fiction londonienne qu'une nouvelle compagnie est sur le point d'être créée : Nova Publications Ltd. Elle voit le jour au début de l'année 1949, avec un capital de 600 £. À sa tête se trouve un comité composé de John Wyndham (le président), G. Ken Chapman, Frank Cooper, Walter Gillings, Eric C. Williams et John Carnell. Un imprimeur est trouvé non loin de chez Frank Cooper, à Stoke Newington, et le numéro 4 de New Worlds sort au mois de juin. L'objectif est de parvenir à une publication trimestrielle, puis bimensuelle,. Pour réduire les coûts, Nova assure elle-même la distribution du magazine. C'est un choix difficile, mais Cooper et son assistant Les Flood s'en sortent suffisamment bien pour que le projet de publication trimestrielle soit mis en œuvre. Le cinquième numéro paraît en temps et en heure en septembre, suivi du sixième au printemps 1950.
New Worlds ayant atteint une certaine stabilité, Nova décide de lancer un deuxième magazine, Science Fantasy. Son rédacteur en chef est Walter Gillings, mais il est remplacé dès le troisième numéro par Carnell, pour des raisons budgétaires (Nova ne pouvant supporter deux salaires de rédacteur en chef), ainsi que pour des « différences d'opinion fondamentales ». New Worlds atteint une circulation de 18 000 exemplaires courant 1951, et devient bimensuel à la fin de l'année. La hausse du prix du papier incite Nova à rechercher un imprimeur meilleur marché et s'engage auprès de The Carlton Press. Le numéro 21, censé paraître en mai 1953, est retardé et ne sort qu'en juin ; la qualité d'impression est très mauvaise, ce qui n'est guère du goût de Nova,. Il s'avère que The Carlton Press n'est qu'un intermédiaire, qui sous-traite le travail d'impression à d'autres entreprises, mais ces dernières ne prennent en charge les commandes de Carlton qu'une fois leurs dettes passées réglées. Le numéro 22 connaît des retards à répétition : les épreuves commencent à sortir en août, mais la date prévue de novembre ne peut être tenue et Carnell ne reçoit une copie du tirage qu'en janvier 1954. Comme elle porte la date « 1953 » (sans mois), sa distribution serait impensable, et Carnell refuse de l'accepter.
Tandis que Nova se débat avec ses problèmes d'imprimeur, une maison d'édition spécialisée dans les ouvrages techniques, Maclaren & Sons Ltd., cherche à lancer un nouveau magazine de science-fiction et contacte Carnell en ce sens. Ce dernier décline l'offre par fidélité envers Nova. En fin de compte, Maclaren prend le contrôle de Nova, étant entendu que New Worlds connaîtra une publication mensuelle et Science Fantasy bimensuelle. En janvier 1954, lorsque Carnell reçoit la une copie du tirage du numéro 22, l'arrangement avec Maclaren est conclu, et la branche juridique de la maison d'édition joue un rôle important dans la résolution de l'affaire avec Carlton Press. Comme ces derniers n'ont pas encore payé l'imprimeur du numéro 22, une injonction leur est adressée pour éviter qu'il soit commercialisé afin de régler les frais d'impression. Ces numéros sont détruits au terme de la procédure judiciaire, et il est possible que l'unique copie existante soit celle en possession de Carnell. Sa couverture, une illustration de Gerard Quinn, est reprise par la suite pour le numéro 13 de Science Fantasy, et son contenu textuel est intégralement repris dans les numéros de New Worlds qui paraissent l'année suivante.
|                                                                                      | Jan | Fév | Mar | Avr | Mai | Jun | Jul | Aoû | Sep | Oct | Nov | Déc |
| ------------------------------------------------------------------------------------ | --- | --- | --- | --- | --- | --- | --- | --- | --- | --- | --- | --- |
| 1957                                                                                 | 55  | 56  | 57  | 58  | 59  | 60  | 61  | 62  | 63  | 64  | 65  | 66  |
| 1958                                                                                 | 67  | 68  | 69  | 70  | 71  | 72  | 73  | 74  | 75  | 76  | 77  | 78  |
| 1959                                                                                 | 79  | 80  | 81  | 82  | 83  | 84  | 85  | 86  |     | 87  | 88  | 89  |
| 1960                                                                                 | 90  | 91  | 92  | 93  | 94  | 95  | 96  | 97  | 98  | 99  | 100 | 101 |
| 1961                                                                                 | 102 | 103 | 104 | 105 | 106 | 107 | 108 | 109 | 110 | 111 | 112 | 113 |
| 1962                                                                                 | 114 | 115 | 116 | 117 | 118 | 119 | 120 | 121 | 122 | 123 | 124 | 125 |
| 1963                                                                                 | 126 | 127 | 128 | 129 | 130 | 131 | 132 | 133 | 134 | 135 | 136 | 137 |
| 1964                                                                                 | 138 | 139 | 140 | 141 | 142 |     | 143 |     | 144 |     | 145 |     |
| 1965                                                                                 | 146 | 147 | 148 | 149 | 150 | 151 | 152 | 153 | 154 | 155 | 156 | 157 |
| 1966                                                                                 | 158 | 159 | 160 | 161 | 162 | 163 | 164 | 165 | 166 | 167 | 168 | 169 |
| 1967                                                                                 | 170 |     | 171 | 172 |     |     | 173 | 174 | 175 | 176 | 177 | 178 |
| Numéros de New Worlds de 1957 à 1967, édités par : - John Carnell - Michael Moorcock |     |     |     |     |     |     |     |     |     |     |     |     |

Le soutien financier de Maclaren permet d'assurer une publication mensuelle régulière à partir du numéro 22, qui voit enfin le jour en avril 1954, et pour les dix années qui suivent. Seul le numéro d'août 1959 est retardé en raison d'un problème d'imprimerie, et finalement combiné avec celui de septembre. Malgré cette stabilité, la diffusion de New Worlds diminue à partir du début des années 1960. Science Fantasy connaît le même déclin, de même qu'un troisième magazine, Science Fiction Adventures, lancé par Nova en 1958 et supprimé en mai 1963,. Le conseil d'administration de Nova décide de supprimer New Worlds et Science Fantasy en septembre 1963. Au mois de décembre, Carnell, se voyant bientôt au chômage, signe un contrat avec la maison d'édition Dennis Dobson pour éditer une collection de recueils, New Writings in SF.

### Roberts & Vinter (1964-1967)
Le salut pour les deux magazines vient de David Warburton, de la maison d'édition londonienne Roberts & Vinter. Croisant par hasard l'imprimeur de New Worlds et Science Fantasy dans un pub, il apprend la disparition prochaine des deux magazines. Or, Roberts & Vinter a du mal à écouler ses propres magazines, qui publient des thrillers violent. Il cherche à acquérir des titres plus respectables afin de forcer l'entrée dans le réseau de distribution britannique alors dominé par les chaînes de librairies W. H. Smith et John Menzies. Le partenaire de Warburton, Godfrey Gold, publie des magazines de pin-ups en lien avec Roberts & Vinter et lui aussi peine à les faire distribuer correctement,.
Carnell s'étant engagé auprès de Dennis Dobson, il ne souhaite pas conserver le poste de rédacteur en chef de New Worlds et Science Fantasy. Il recommande à Warburton un jeune écrivain, Michael Moorcock, qui lui a déjà vendu quelques nouvelles. Un vendeur d'art d'Oxford ami de Brian Aldiss, Kyril Bonfiglioli, est également intéressé. Warburton laisse à Moorcock le premier choix entre les deux magazines, et il choisit New Worlds. Bonfiglioli devient ainsi rédacteur en chef de Science Fantasy. Moorcock souhaite adopter un format plus grand, mais Warburton tient au format paperback afin d'être cohérent avec les autres magazines de Roberts & Vinter, tout en lui promettant d'y réfléchir si les ventes sont suffisamment bonnes. Le premier numéro de l'ère Moorcock est le 142, daté de mai/juin 1964. Le magazine redevient brièvement un bimensuel avant de retrouver son rythme mensuel au début de l'année 1965.
Le distributeur de Roberts & Vinter, Thorpe & Porter, fait faillite en juillet 1966. La maison d'édition se retrouve dans une situation financière délicate, ce qui l'incite à se concentrer sur ses meilleures ventes, et elle envisage de supprimer Science Fantasy et New Worlds. En apprenant la nouvelle, Moorcock et Warburton envisagent de créer une nouvelle compagnie afin de poursuivre la publication de New Worlds. Fin 1966, Brian Aldiss rassemble des soutiens pour une demande de fonds au British Arts Council en faisant appel à plusieurs figures de la scène littéraire, parmi lesquelles J. B. Priestley, Kingsley Amis, Marghanita Laski et Angus Wilson. La demande est acceptée : New Worlds recevra 150 £ par numéro,,, ce qui est suffisant pour lui permettre de survivre, mais pas pour couvrir l'intégralité des frais. Deux éditeurs, Fontana Books et Panther Books, se disent intéressés par la reprise du magazine, mais Warburton souhaite poursuivre l'aventure personnellement,. Pendant ce temps, deux numéros sont constitués à partir de matériel d'archive et de donations ; Roberts & Vinter ayant déjà disparu à ce stade, Warburton et Aldiss (ou Moorcock) apportent des garanties financières pour obtenir leur publication par une compagnie-sœur, Gold Star. Ces deux numéros voient le jour en mars (no 171) et avril 1967 (no 172). Science Fantasy, qui avait été rebaptisé SF Impulse, est quant à lui fusionné avec New Worlds dès le numéro 171, bien que cette fusion n'entraîne aucun changement visible pour New Worlds.

### Arts Council (1967-1971)
Warburton et Moorcock forment un partenariat nommé Magnelist Publications pour assurer l'édition de New Worlds. Le premier numéro publié par Magnelist, le no 173, voit le jour en juillet 1967 : il marque le passage au grand format souhaité par Moorcock à son arrivée à la tête du magazine,. Ce dernier reste rédacteur en chef, avec Langdon Jones comme rédacteur en chef adjoint et Charles Platt comme maquettiste,. Les ventes sont mauvaises, ce qui incite Warburton à se retirer après le numéro de novembre, mais le magazine survit grâce à Sylvester Stein, de Stoneheart Publications.
| | Printemps | Printemps | Printemps | Été | Été | Été | Automne | Automne | Automne | Hiver | Hiver | Hiver |
| | Jan       | Fév       | Mar       | Avr | Mai | Jun | Jul     | Aoû     | Sep     | Oct   | Nov   | Déc   |
| --- | --------- | --------- | --------- | --- | --- | --- | ------- | ------- | ------- | ----- | ----- | ----- |
| 1968 |           | 179       | 180       | 181 |     |     | 182     |         |         | 183   | 184   | 185   |
| 1969 | 186       | 187       | 188       | 189 | 190 | 191 | 192     | 193     | 194     |       | 195   | 196   |
| 1970 | 197       | 198       | 199       | 200 |     |     |         |         |         |       |       |       |
| 1971 |           |           | 201       |     |     |     |         |         | #1      |       |       | #2    |
| 1972 |           |           | #3        |     |     | #4  |         |         |         |       |       |       |
| 1973 | #5        |           |           |     |     |     |         |         | #6      |       |       |       |
| 1974 |           |           |           |     |     |     |         |         |         |       |       | #7    |
| 1975 |           |           | #8        |     |     |     |         |         |         |       | #9    |       |
| 1976 |           |           |           |     |     |     |         | #10     |         |       |       |       |
| 1977 |           |           |           |     |     |     |         |         |         |       |       |       |
| 1978 |           |           | 212       |     |     | 213 |         |         |         |       | 214   |       |
| 1979 |           |           | 215       |     |     |     |         |         | 216     |       |       |       |
| Numéros de New Worlds de 1968 à 1979, édités par : - Michael Moorcock - Langdon Jones - Charles Platt - Charles Platt & R. Glyn Jones - Graham Hall & Graham Charnock - Michael Moorcock & Charles Platt - Hilary Bailey & Charles Platt - Hilary Bailey - David Britton |           |           |           |     |     |     |         |         |         |       |       |       |

Sorti en mars 1968, le no 180 comprend la troisième partie du roman Jack Barron et l'Éternité de Norman Spinrad, avec des descriptions explicites de l'acte sexuel. Peu après, un député se plaint à la Chambre des communes que le Arts Council « finance des ordures », et W. H. Smith et John Menzies retirent ce numéro des ventes. Cette controverse survient au moment de l'examen des demandes de renouvellement de financement, et la survie de New Worlds semble menacée. Les revenus publicitaires et les dons de lecteurs permettent de poursuivre la publication, mais Moorcock doit également avancer des sommes d'argent importantes. Néanmoins, l'incident a également entraîné une interdiction temporaire du magazine en Afrique du Sud, en Australie et en Nouvelle-Zélande, et la chaîne John Menzies refuse de continuer à le distribuer, tandis que W. H. Smith laisse le choix à ses responsables de magasin (hypocritement, selon Moorcock). Stoneheart, qui voit d'un mauvais œil ces péripéties, refuse de régler l'imprimeur, qui retient par conséquent les numéros imprimés. Les fonds de l'Arts Council censés aller aux rédacteurs du magazine sont également bloqués par Stoneheart. En fin de compte, le financement du magazine par l'Arts Council est renouvelé pour un an, mais toute cette affaire a eu des répercussions néfastes sur l'image de New Worlds et Stoneheart cesse d'éditer le magazine après le no 182 de juillet 1968.
Exclu des grands réseaux de distribution, New Worlds dépend désormais des abonnements et des dons. Le magazine perd de l'argent, et comme Moorcock n'a pas créé de compagnie pour le publier, c'est lui qui est personnellement responsable des dépenses. À partir du début de l'année 1968, il écrit des romans de fantasy à un rythme soutenu pour faire entrer de l'argent, et il laisse les responsabilités éditoriales à d'autres, principalement Charles Platt et Langdon Jones,. En juillet 1969, le magazine est frappé par une nouvelle catastrophe financière lorsque les distributeurs retiennent la moitié du tirage de 20 000 exemplaires,. Moorcock tente de sauver New Worlds en réduisant le nombre de pages, mais il doit continuer à écrire à la chaîne et abandonne le poste de rédacteur en chef, qui est occupé par plusieurs employés du magazine dans les numéros qui suivent,. Lorsque l'Arts Council annonce qu'il ne reconduira pas les fonds alloués à New Worlds, Moorcock, endetté à hauteur de 3 000 £, se voit contraint d'arrêter le magazine. Le numéro 200 (avril 1970) est le dernier envoyé aux distributeurs, mais un ultime numéro, le 201, est envoyé aux abonnés en mars 1971.

### Incarnations ultérieures (depuis 1971)
Lorsqu'il comprend que New Worlds doit disparaître, Moorcock conclut un accord avec Sphere Books pour qu'il continue à exister sous la forme d'une série de recueils de nouvelles au format paperback, paraissant tous les trois mois. Huit numéros de New Worlds Quarterly voient le jour chez Sphere entre 1971 et 1975, et les premiers connaissent un succès commercial respectable, avec environ 25 000 exemplaires vendus. Moorcock laisse la série à d'autres (Charles Platt, puis Hilary Bailey) à partir du sixième volume, afin de se consacrer à ses propres œuvres, affirmant par la suite : « je n'avais plus mes talents d'éditeur (j'étais tout bonnement incapable de lire de la SF) ». Sphere arrête New Worlds Quarterly après le huitième livre, et la série se poursuit brièvement chez Corgi Books avant de s'arrêter en 1976 avec le no 10 en raison de ventes décevantes ou de désaccords entre Moorcock, Bailey et Corgi. Les tomes 1 à 4 sont également parus aux États-Unis chez Berkley Books et les tomes 6 et 7 (renumérotés 5 et 6) chez Avon Books où Platt est consultant éditorial.
Moorcock ressuscite New Worlds en 1978 sous la forme d'un fanzine, qui connaît cinq numéros jusqu'en septembre 1979. Le titre reste en sommeil jusqu'aux années 1990, lorsque David S. Garnett assure l'édition de quatre recueils de nouvelles au format paperback chez Victor Gollancz Ltd de 1991 à 1994. En 1996, le cinquantième anniversaire du magazine est célébré par la publication d'un numéro spécial sous la direction de Moorcock, et l'année suivante, Garnett édite un cinquième recueil, qui correspond au no 222 de New Worlds. Une nouvelle édition, physique et en ligne, a vu le jour fin 2012 sous le titre Michael Moorcock's New Worlds.

## Contenu et accueil

### L'ère Carnell
La première nouvelle du premier numéro de New Worlds est The Mill of the Gods, de Maurice Hugi. Quatre nouvelles sont dues à la plume de John Russell Fearn, dont trois sous des pseudonymes, mais la mieux accueillie du titre est celle de William F. Temple, The Three Pylons,. Mike Ashley juge les deux numéros suivants bien meilleurs que le premier. Le no 2 comprend The Living Lies de John Wyndham (sous le pseudonyme « John Beynon »), et le no 3 voit la parution de Inheritance, l'une des premières nouvelles d'Arthur C. Clarke. Ces deux nouvelles sont rééditées par la suite dans les magazines Other Worlds et Astounding Science Fiction respectivement.
À partir de 1954, New Worlds bénéficie d'une certaine stabilité qui lui permet de devenir l'un des titres-phares de la science-fiction britannique : Ashley parle d'un « âge d'or » pour décrire la période 1954-1960 du magazine. Le no 54 (décembre 1966) inclut la première nouvelle publiée de J. G. Ballard, Escapement. C'est en partie grâce au soutien sans faille de John Carnell, qui publie régulièrement les nouvelles de Ballard dans New Worlds et Science Fantasy dans les années 1950, que ce dernier devient l'un des écrivains les plus notables du genre dans la décennie qui suit. Bon nombre des premières nouvelles de Brian Aldiss et John Brunner voient également le jour dans les pages de Science Fantasy et New Worlds. James White fait son apparition dans le no 19 (janvier 1953), et le no 65 (novembre 1957) inclut Sector General, première œuvre du cycle du même nom, consacré à un hôpital spatial. John Wyndham, déjà célèbre grâce à des romans comme Le Jour des Triffides, entame un cycle centré sur la famille Troon et ses voyages dans l'espace avec For All the Night, parue en avril 1958 dans le no 70. Un autre cycle, celui des Unorthodox Engineers de Colin Kapp, débute en octobre 1959 dans le no 87 avec The Railway Up on Cannis. D'autres auteurs sont particulièrement actifs durant cette période, parmi lesquels J. T. McIntosh, Kenneth Bulmer ou E. C. Tubb.
Ashley estime que New Worlds baisse en qualité au début des années 1960. Il continue à publier des séries populaires (le Sector General de James White) et des nouvelles bien reçues, comme The Streets of Ashkelon de Harry Harrison dans le no 122 (septembre 1962). Cela faisait six ans que Harrison tentait de placer cette histoire d'affrontement entre un athée (le personnage principal) et un prêtre sur une lointaine planète, et Carnell accepte de la publier dans New Worlds après que Brian Aldiss l'ait choisie pour une anthologie. De son côté, J. G. Ballard envoie ses nouvelles les plus classiques à divers magazines américains et réserve ses travaux expérimentaux à New Worlds : The Overloaded Man, The Subliminal Man, End-Game, The Terminal Beach abordent des thèmes comme le stress psychologique, l'évolution de la perception et les réalités changeantes.

### L'ère Moorcock

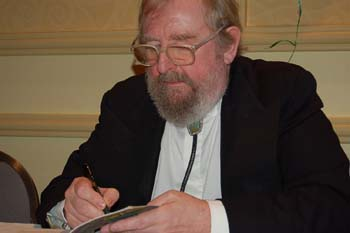
Michael Moorcock en 2006.

Les premiers numéros édités par Michael Moorcock incluent des nouvelles qui témoignent de l'orientation qu'il souhaite donner au magazine. L'une des plus controversées est I Remember, Anita ... de Langdon Jones, parue dans le no 144 (septembre-octobre 1964), dont les scènes de sexe donnent lieu à des échanges animés dans le courrier des lecteurs. Plusieurs lecteurs fidèles résilient leur abonnement à cette occasion, mais dans l'ensemble, la circulation du magazine augmente,.
Moorcock lui-même produit une quantité importante de textes pour le magazine, sous son propre nom et sous divers pseudonymes. Certaines de ses histoires sont de facture classique, mais il se livre également à des écrits plus expérimentaux, notamment avec la série Jerry Cornelius, qui débute dans le no 153 avec la nouvelle Preliminary Data. Sa nouvelle longue Behold the Man, parue dans le no 166, remporte le prix Nebula en 1967, en dépit de son sujet controversé (un voyageur temporel remonte à l'époque du Christ). Ballard produit également quelques-unes de ses histoires les plus controversées, comme You: Coma: Marilyn Monroe dans le no 163 ou The Assassination of John Fitzgerald Kennedy Considered as a Downhill Motor Race dans le no 171, deux nouvelles précédemment parues dans le magazine littéraire Ambit. Plus largement, New Worlds constitue un débouché qui permet à de nombreux écrivains de publier des textes moins conventionnels : des Britanniques comme Charles Platt, David I. Masson et Barrington Bayley, mais aussi des Américains comme John Sladek, Roger Zelazny et Thomas M. Disch,.
À partir du milieu des années 1960, on commence à parler de « nouvelle vague » (new wave) pour décrire ce qui paraît dans les colonnes de New Worlds, considéré comme le pionnier de ce mouvement,. Néanmoins, Moorcock continue également à publier des nouvelles de science-fiction classique afin de ne pas faire fuir les lecteurs les plus conservateurs ; « le contenu du magazine a évolué beaucoup plus lentement qu'il ne l'affirmait lui-même ». Parmi ces histoires plus conventionnelles, on trouve la première nouvelle de Vernor Vinge, Apartness, dans le no 151, ainsi que des nouvelles de Bob Shaw, Terry Pratchett ou encore Sunjammer d'Arthur C. Clarke dans le no 148.

### L'ère Arts Council et après
Le magazine adopte un nouveau format après son départ de Roberts & Vinter : il est désormais plus grand, avec un papier de meilleure qualité qui rend davantage justice aux illustrations. Le premier numéro de cette période, le no 173 de juillet 1967, inclut la première partie du roman Camp de concentration de Thomas M. Disch. Son protagoniste emploie un langage si explicite que tous les éditeurs américains à qui Disch avait proposé ce roman l'avaient rejeté. Par la suite, Disch a reconnu avoir écrit ce roman de manière expérimentale en sachant qu'il pourrait toujours trouver une place dans New Worlds. D'autres nouveaux écrivains font leur apparition dans les colonnes du magazine, notamment M. John Harrison et Robert Holdstock, qui font tous deux leurs débuts dans le no 184 de novembre 1968. Deux nouvelles parues dans New Worlds sont couronnées par des prix en 1969 : Le Temps considéré comme une hélice de pierres semi-précieuses de Samuel R. Delany, parue dans le no 185, remporte le prix Nebula et le prix Hugo dans la catégorie « nouvelle longue », et Un gars et son chien de Harlan Ellison, parue dans le no 189, remporte le Nebula dans la catégorie « nouvelle courte ». Cependant, elles ne commencent réellement à circuler qu'après leur réédition dans des anthologies.
La première nouvelle de Pamela Zoline, The Heat Death of the Universe, paraît dans le no 173 de juillet 1967. Son utilisation de l'entropie, un thème fréquemment repris dans le magazine, illustre la nouvelle direction que Moorcock souhaite voir prendre le magazine : « utiliser le vocabulaire de la science et de la science-fiction pour décrire la vie de tous les jours, afin que le lecteur perçoive la réalité différemment ». Alors que la science-fiction traditionnelle s'intéresse à « l'espace extérieur », l'espace interstellaire, les nouvelles que publie Moorcock s'intéressent plutôt à « l'espace intérieur », selon l'expression de J. B. Priestley. Les écrivains qui produisent ces nouvelles n'ont rien à voir avec les auteurs de SF classique, que ce soit dans leurs intérêts ou dans leurs méthodes : techniques d'écriture expérimentales, juxtapositions inhabituelles et emphase sur les questions de psychologie sont la norme.
Le passage au format anthologie entraîne une diminution des contributions les plus expérimentales. Dans ses éditoriaux, Moorcock insiste sur sa volonté d'éliminer les frontières du genre SF, pour qu'elle ne soit plus considérée comme un genre à part, mais sans pour autant rejeter les histoires de SF « classique ». Malgré cela, les anthologies sont clairement adressées à un public consommateur de science-fiction, car Sphere sait que les ventes n'en seront que meilleures. Les nouvelles qui y paraissent sont en majorité d'une tonalité pessimiste. De nombreux écrivains y font leurs débuts, parmi lesquels Marta Randall, Eleanor Arnason, Geoff Ryman et Rachel Pollack.
Le no 212 reproduit un faux exemplaire du Guardian réalisé par Moorcock et M. John Harrison pour le magazine Frendz en 1971. Tous les numéros parus jusqu'à la fin des années 1970 incluent à leur tour de fausses coupures de presse, à l'exception du no 215, qui présente un contenu plus classique. Les anthologies parues dans les années 1990 ne cherchent pas à reproduire l'ambiance ou le style du New Worlds des années 1960-1970. Certaines des nouvelles qui y paraissent sont saluées par la critique, notamment celles écrites par Moorcock, Paul Di Filippo ou Ian McDonald, mais l'expérience s'avère un échec sur le plan financier.

## Tableau synoptique
| Numéros | Dates                                     | Rédacteur en chef                   | Éditeur                                                       | Format       | Pages | Prix    |
| ------- | ----------------------------------------- | ----------------------------------- | ------------------------------------------------------------- | ------------ | ----- | ------- |
| 1-2     | [juillet] 1946 – [octobre] 1946           | John Carnell                        | Pendulum Publications (Londres)                               | pulp         | 64    | 2/-     |
| 3       | [octobre] 1947                            | John Carnell                        | Pendulum Publications (Londres)                               | pulp         | 64    | 1/6     |
| 4       | [avril] 1949                              | John Carnell                        | Nova Publications (Londres)                                   | large digest | 88    | 1/6     |
| 5-20    | [septembre] 1949 – mars 1953              | John Carnell                        | Nova Publications (Londres)                                   | large digest | 96    | 1/6     |
| 21-31   | juin 1953 – janvier 1955                  | John Carnell                        | Nova Publications (Londres)                                   | digest       | 128   | 1/6     |
| 32-85   | février 1955 – juillet 1959               | John Carnell                        | Nova Publications (Londres)                                   | digest       | 128   | 2/-     |
| 86      | août-septembre 1959                       | John Carnell                        | Nova Publications (Londres)                                   | digest       | 112   | 2/-     |
| 87-88   | octobre 1959 – novembre 1959              | John Carnell                        | Nova Publications (Londres)                                   | digest       | 128   | 2/-     |
| 89-133  | août 1963 – avril 1964                    | John Carnell                        | Nova Publications (Londres)                                   | digest       | 128   | 2/6     |
| 134-141 | septembre 1963 – avril 1964               | John Carnell                        | Nova Publications (Londres)                                   | digest       | 128   | 3/-     |
| 142-159 | mai/juin 1964 – février 1966              | Michael Moorcock                    | Roberts & Vinter (Londres)                                    | paperback    | 128   | 2/6     |
| 160-170 | mars 1966 – janvier 1967                  | Michael Moorcock                    | Roberts & Vinter (Londres)                                    | paperback    | 160   | 3/6     |
| 171-172 | mars 1967 – avril 1967                    | Michael Moorcock                    | Gold Star Publications (Londres)                              | paperback    | 128   | 3/6     |
| 173-176 | juillet 1967 – octobre 1967               | Michael Moorcock                    | Moorcock/Magnelist Publications (Londres)                     | slick        | 64    | 3/6     |
| 177     | novembre 1967                             | Michael Moorcock                    | Moorcock/Magnelist Publications (Londres)                     | slick        | 64    | 5/-     |
| 178-182 | décembre 1967/janvier 1968 – juillet 1968 | Michael Moorcock                    | Moorcock/Stonehart Publications (Londres)                     | slick        | 64    | 5/-     |
| 183-188 | octobre 1968 – mars 1969                  | Michael Moorcock                    | New Worlds Publishing (Londres) (édition privée par Moorcock) | slick        | 64    | 5/-     |
| 189-192 | avril 1969 – juillet 1969                 | Langdon Jones                       | New Worlds Publishing (Londres) (édition privée par Moorcock) | slick        | 64    | 5/-     |
| 193     | août 1969                                 | Charles Platt                       | New Worlds Publishing (Londres) (édition privée par Moorcock) | slick        | 32    | 3/6     |
| 194     | septembre/octobre 1969                    | Michael Moorcock                    | New Worlds Publishing (Londres) (édition privée par Moorcock) | slick        | 32    | 3/6     |
| 195     | novembre 1969                             | Charles Platt & R. Glyn Jones       | New Worlds Publishing (Londres) (édition privée par Moorcock) | slick        | 32    | 3/6     |
| 196     | décembre 1969                             | Graham Hall & Graham Charnock       | New Worlds Publishing (Londres) (édition privée par Moorcock) | slick        | 32    | 3/6     |
| 197-200 | janvier 1970 – avril 1970                 | Charles Platt                       | New Worlds Publishing (Londres) (édition privée par Moorcock) | slick        | 32    | 3/6     |
| 201     | mars 1971                                 | Michael Moorcock                    | New Worlds Publishing (Londres) (édition privée par Moorcock) | A4           | 20    | 25 p    |
| 202     | [septembre] 1971                          | Michael Moorcock                    | Sphere Books (Londres)                                        | paperback    | 176   | 30 p    |
| 203     | [décembre] 1971                           | Michael Moorcock                    | Sphere Books (Londres)                                        | paperback    | 192   | 30 p    |
| 204     | [mars] 1972                               | Michael Moorcock                    | Sphere Books (Londres)                                        | paperback    | 208   | 30 p    |
| 205     | [juin] 1972                               | Michael Moorcock                    | Sphere Books (Londres)                                        | paperback    | 224   | 35 p    |
| 206     | [janvier] 1973                            | Michael Moorcock                    | Sphere Books (Londres)                                        | paperback    | 280   | 40 p    |
| 207     | [septembre] 1973                          | Michael Moorcock                    | Sphere Books (Londres)                                        | paperback    | 272   | 40 p    |
| 208     | [décembre] 1974                           | Hilary Bailey & Charles Platt       | Sphere Books (Londres)                                        | paperback    | 216   | 50 p    |
| 209     | [mars] 1975                               | Hilary Bailey                       | Sphere Books (Londres)                                        | paperback    | 224   | 50 p    |
| 210     | [novembre] 1975                           | Hilary Bailey                       | Corgi Books (Londres)                                         | paperback    | 224   | 50 p    |
| 211     | [août] 1976                               | Hilary Bailey                       | Corgi Books (Londres)                                         | paperback    | 240   | 60 p    |
| 212     | printemps 1978                            | Michael Moorcock                    | Michael Moorcock                                              | A4           | 8     | gratuit |
| 213     | été 1978                                  | Michael Moorcock                    | Michael Moorcock                                              | A4           | 32    | 40 p    |
| 214     | hiver 1978                                | Michael Moorcock                    | Michael Moorcock                                              | A4           | 56    | 75 p    |
| 215     | printemps 1979                            | David Britton & Michael Butterworth | David Britton & Michael Butterworth                           | A4           | 48    | 1,00 £  |
| 216     | septembre 1979                            | Charles Platt                       | Charles Platt                                                 | A4           | 44    | 1,00 £  |
| 217     | 1991                                      | David Garnett                       | Gollancz (Londres)                                            | paperback    | 267   | 4,99 £  |
| 218     | 1992                                      | David Garnett                       | Gollancz (Londres)                                            | paperback    | 293   | 5,99 £  |
| 219     | 1993                                      | David Garnett                       | Gollancz (Londres)                                            | paperback    | 219   | 6,99 £  |
| 220     | 1994                                      | David Garnett                       | Gollancz (Londres)                                            | paperback    | 224   | 6,99 £  |
| 221     | hiver 1996                                | Michael Moorcock                    | Michael Moorcock                                              | A4           | 64    | 10,00 £ |
| 222     | 1997                                      | David Garnett                       | White Wolf (Stone Mountain)                                   | paperback    | 357   | 12,99 $ |